# Comuna Zalîvanșciîna, Kalînivka
Zalîvanșciîna (în ucraineană Заливанщина) este o comună în raionul Kalînivka, regiunea Vinnița, Ucraina, formată din satele Vesela și Zalîvanșciîna (reședința).

## Demografie
Componența lingvistică a satului Zalîvanșciîna
     Ucraineană (97,5%)
     Rusă (2,5%)
Conform recensământului din 2001, majoritatea populației satului Zalîvanșciîna era vorbitoare de ucraineană (97,5%), existând în minoritate și vorbitori de rusă (2,5%).